# قوانين فرداي للتحليل الكهربائي

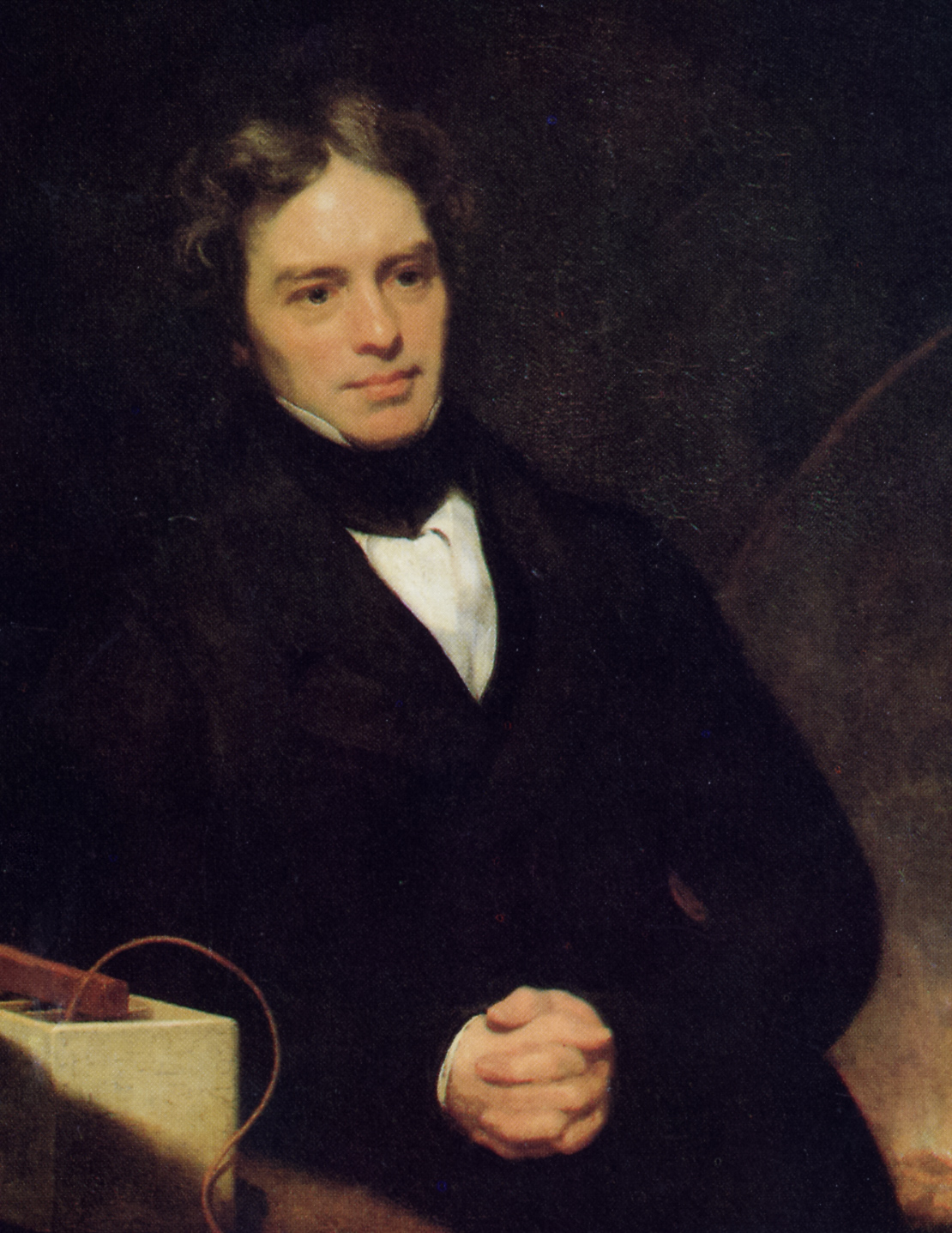

قوانين فرداي للتحليل الكهربائي قام مايكل فارداي - المعروف بإيجاده قانون الحث الكهرومغناطيسي - سنة 1834 بإيجاد قانونين فيزيائين في التحليل الكهربائي بناء على أبحاث في كيفية إنتاج الكهرباء عن طريق التجارب الكهركيمائية يحكمان العلاقة بين كتلة المادة وبين مقدار الكهرباء التي تولدها هذه المادة، أوجد فاراداي هذه القاونين عندما كان يقوم بأبحاث تدرس التغيرات الكيمائية التي تحدثها الكهرباء وكذلك في المقابل وسيلة إنتاج الكهرباء عن طريق التغيرات الكيمائية.

## القوانين
القانون الأول
- كتلة المادة المتفاعلة في قطب كهربائي أثناء التحليل الكهربائي تتناسب طرديا مع كمية الكهرباء المنقولة في هذا القطب.

القانون الثاني
- لكمية معينة من الكهرباء فإن كتلة عنصر ما متفاعل عند قطب كهربائي تتناسب طرديا مع الوزن المكافئ لهذا العنصر.

## الصيغة الرياضية
{\displaystyle m\ =\ ({Q \over F})({M \over z})}
حيث
m هي كتلة المادة المتفاعلة عند القطب
Q هي كمية الشحنة الكهربية العابرة خلال المادة
F = 96 485 C mol-1 هو ثابت فرداي
M هي الكتلة المولية للمادة
z معدل نقل الإلكترونات إلى عدد الأيونات.
و الجدير بالذكر أن M / z هي الوزن المكافئ للمادة.